# Кайгородов Олексій Павлович
Олексій Павлович Кайгородов (рос. Алексей Павлович Кайгородов; 29 липня 1983, м. Челябінськ, СРСР) — російський хокеїст, центральний нападник. Виступає за «Металург» (Магнітогорськ) у Континентальній хокейній лізі.
Вихованець хокейної школи «Металург» (Магнітогорськ). Виступав за «Металург» (Магнітогорськ), «Оттава Сенаторс».
В чемпіонатах НХЛ — 6 матчів (0+1).
У складі національної збірної Росії учасник чемпіонатів світу 2003 і 2011 (10 матчів, 1+3). У складі молодіжної збірної Росії учасник чемпіонату світу 2003. У складі юніорської збірної Росії учасник чемпіонату світу 2001.
Досягнення
- Чемпіон Росії (2007), срібний призер (2004), бронзовий призер (2006, 2008, 2009)
- Володар Кубка Шпенглера (2005)
- Володар Кубка європейських чемпіонів (2008)
- Фіналіст Ліги чемпіонів (2009)
- Переможець молодіжного чемпіонату світу (2003)
- Переможець  юніорського чемпіонату світу (2001).